# Cyrtodactylus angularis
Cyrtodactylus angularis är en ödleart som beskrevs av  Smith 1921. Cyrtodactylus angularis ingår i släktet Cyrtodactylus och familjen geckoödlor. Inga underarter finns listade i Catalogue of Life.